# Black & Blue (Backstreet Boys)
| Recensione | Giudizio |
| ---------- | -------- |
| AllMusic   |          |

Black & Blue è il quarto album del gruppo musicale statunitense Backstreet Boys (il terzo negli Stati Uniti), pubblicato dalla Jive Records il 21 novembre 2000, un anno dopo la pubblicazione del precedente album, Millennium.
Black & Blue registrò il record del maggior numero di vendite nel mondo nella prima settimana di uscita con 5 milioni di copie vendute di cui 1,6 milioni soltanto negli Stati Uniti. Nel 2007 fu stimato che le copie vendute furono 24 milioni in tutto il mondo. 
Da Black & Blue furono estratti Shape of My Heart, The Call e More than That.

## Promozione e accoglienza dell'album
Il lancio di Black & Blue fu promosso con un tour mondiale di 100 ore con cui i Backstreet Boys toccarono l'Europa (Stoccolma), l'Asia (Tokyo), l'Australia (Sydney), l'Africa (Città del Capo) e il Sud America (Rio de Janeiro) per poi concludere in America del Nord (New York). Le tracce che compongono l'album furono scritte da produttori come Max Martin ma anche dagli stessi membri del gruppo come nel caso di The Answer to Our Life, If You Stay e altri brani.
Il successo dell'album fu tale che conquistò l'ottava posizione nella classifica degli album più venduti nell'anno. Black & Blue debuttò subito alla prima posizione della classifica statunitense Billboard 200; fu certificato Disco di Platino in 30 paesi, (13 soltanto negli Stati Uniti) e Disco d'Oro in 10 paesi, molti dei quali per le vendite registrate nella sola prima settimana di uscita.
In un'intervista a MTV AJ McLean dichiarò che l'album avrebbe incorporato stili rock, R&B, hip-hop e persino country e che appositamente per l'album, i membri Nick Carter e Kevin Richardson avrebbero messo in mostra il loro talento rispettivamente per la batteria e il piano.
Nel 2001, Black & Blue fu promosso col tour The Black & Blue Tour.

## Tracce
1. The Call – 3:24 (Max Martin, Rami Yacoub)
2. Shape of My Heart – 3:50 (Lisa Miskovsky, Max Martin, Rami Yacoub)
3. Get Another Boyfriend – 3:05 (Max Martin, Rami Yacoub)
4. Shining Star – 3:22 (Franciz & LePont, Nick Carter, Howie Dorough)
5. I Promise You (With Everything I Am) – 4:23 (Dan Hill)
6. The Answer to Our Life – 3:18 (AJ McLean, Brian T. Littrell, Howie Dorough, Kevin Richardson, Nick Carter)
7. Everyone – 3:30 (Andreas Carlsson, Kristian Lundin)
8. More than That – 3:44 (Kristian Lundin, Andreas Carlsson)
9. Time – 3:55 (AJ McLean, Brian T. Littrell, Howie Dorough, Kevin Richardson, Nick Carter)
10. Not for Me – 3:15 (Andreas Carlsson, Jake Schulze, Kristian Lundin)
11. Yes I Will – 3:50 (AJ McLean, Brian Kierulf, Josh Schwartz)
12. It's True – 4:13 (Andreas Carlsson, Kevin Richardson, Max Martin)
13. How Did I Fall in Love With You – 4:04 (Andrew Fromm, Calum MacColl, Howie Dorough)

## Classifiche
| Classifica (2000)                   | Posizione massima |
| ----------------------------------- | ----------------- |
| Argentina                           | 4                 |
| Australia                           | 2                 |
| Austria (Ö3 Austria Top 40)         | 3                 |
| Belgio (Fiandre) (Ultratop)         | 11                |
| Belgio (Vallonia) (Ultratop)        | 24                |
| Canada (Billboard)                  | 1                 |
| Danimarca (Track Top-40)            | 2                 |
| European Top 100 Albums Chart       | 2                 |
| Finlandia (Suomen virallinen lista) | 2                 |
| Germania (Offizielle Top 100)       | 1                 |
| Giappone                            | 3                 |
| Irlanda (IRMA)                      | 11                |
| Islanda (Tonlist)                   | 7                 |
| Italia (FIMI)                       | 6                 |
| Malesia (IFPI)                      | 1                 |
| Norvegia)                           | 5                 |
| Nuova Zelanda                       | 10                |
| Paesi Bassi                         | 2                 |
| Portogallo                          | 4                 |
| Regno Unito                         | 13                |
| Spagna                              | 1                 |
| Stati Uniti                         | 1                 |
| Svezia)                             | 3                 |
| Svizzera                            | 1                 |
| Taiwan Albums (IFPI)                | 1                 |
| Ungheria (MAHASZ)                   | 11                |